# Mnioes pusaq
Mnioes pusaq es una especie de insecto del género Mnioes, familia Ichneumonidae, orden Hymenoptera.
Fue descrita científicamente por la entómologa peruana Mabel Alvarado en 2020 y publicada en la revista Zootaxa 4743(2), el 25 de septiembre de 2020.